# Pierre Warin
Pour les articles homonymes, voir Warin (homonymie).
Pierre Warin, né le 15 juin 1948 à Rocourt (province de Liège, Belgique) est un prélat catholique belge. Il est évêque de Namur depuis le 5 juin 2019.

## Biographie
Pierre Warin est né à Rocourt, en province de Liège, le 15 juin 1948. Il effectue ses études secondaires au Collège Saint-Barthélemy à Liège.
Il entre ensuite au séminaire. Sur demande de son évêque, Guillaume-Marie van Zuylen, il effectue des études en philosophie et en théologie à l'Université catholique de Louvain puis à l’Université pontificale grégorienne à Rome.
Il est ordonné prêtre le 23 décembre 1972.
Après son ordination, il poursuit ses études et obtient une licence en théologie biblique en 1974 puis un doctorat en théologie en 1980.
Il a ensuite exercé successivement comme professeur aux séminaires de Namur et de Liège. En 1994, Albert Houssiau, évêque de Liège, le nomme président du séminaire de Liège. En 1998, il devient chanoine titulaire de la cathédrale Saint-Paul de Liège et en 2001, le nouvel évêque de Liège, Aloys Jousten, le nomme vicaire épiscopal.

### Évêque auxiliaire de Namur
Le 8 juillet 2004, le pape Jean-Paul II le nomme évêque auxiliaire de Namur avec le titre d’évêque titulaire de Tongres. Il reçoit la consécration épiscopale le 26 septembre 2004, en la cathédrale Saint-Aubain de Namur, des mains de André Léonard, évêque de Namur. Il se choisit comme devise épiscopale « La puissance de Dieu donne toute sa mesure dans la faiblesse ».
En tant qu’évêque auxiliaire, Pierre Warin exerce la fonction de vicaire général. Au niveau de la conférence des évêques de Belgique, Pierre Warin est évêque responsable pour la pastorale familiale, les religieux et religieuses ainsi que les tribunaux ecclésiastiques.

### Évêque diocésain de Namur
Le 5 juin 2019, le pape François nomme Pierre Warin évêque de Namur en remplacement de Rémy Vancottem qui se retire pour raison d'âge. Le 30 juin suivant, en la cathédrale Saint-Aubain, l'évêque Pierre Warin prend solennellement possession du diocèse de Namur.

### Articles liés
- Diocèse de Namur
- Diocèse titulaire de Tongres (de)